# Tolumnia pulchella
Tolumnia pulchella là một loài lan đặc hữu của Jamaica. Đây là loài đặc trưng trong chi Tolumnia.

## Hình ảnh

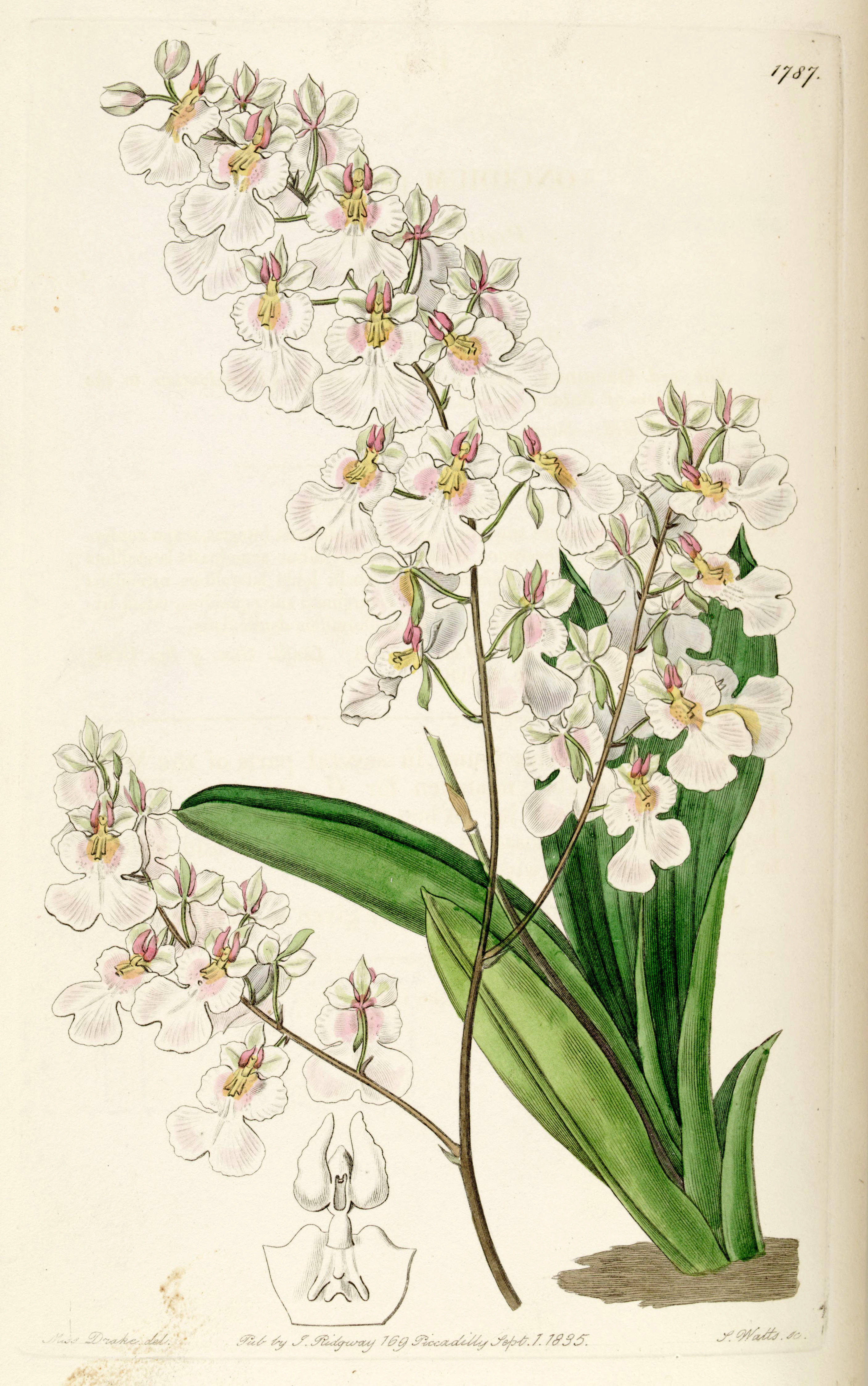